# Alpina pyrenaica
Alpina pyrenaica är en fjärilsart som beskrevs av Karl Schawerda 1919. Alpina pyrenaica ingår i släktet Alpina och familjen mätare. Inga underarter finns listade i Catalogue of Life.